# Gmina Decatur (Iowa)

Położenie Gminy Decatur w hrabstwie Decatur

Gmina Decatur (ang. Decatur Township) – gmina w USA, w stanie Iowa, w hrabstwie Decatur. Według danych z 2000 roku gmina miała 425 mieszkańców, a jej powierzchnia wynosi 92,65 km².